# 莲花童子哪吒
《莲花童子哪吒》，是1999年在中国大陆播出的古装神话电视剧。由新加坡电视机构和上海永乐电影电视（集团）公司联合摄制。余明生、叶成康执导，曹骏、成建辉、薛素珊、翁清海、陈天文等主演。

## 剧情
该剧改编自明朝的神魔小说《封神演义》。讲述女娲寿诞之时，众仙纷纷赶到天庭为其庆祝。然而狐狸精、雉鸡精和琵琶精却偷上天庭，潜入女娲宫正殿打算要偷走蟠桃。但就在三妖快要得手之际被灵珠子给打伤，败落而归……

## 演出
| 角色        | 演员               |
| 灵珠子/哪吒 | 曹骏               |
| 杨戬        | 成建辉             |
| 狐狸精      | 薛素珊             |
| 雷震子      | 翁清海             |
| 申公豹      | 陈天文             |
| 女娲        | 何咏芳             |
| 殷夫人      | 丁岚               |
| 李靖        | 李海杰             |
| 妲己        | 罗海琼             |
| 通天教主    | 利永锡（友情客串） |
| 元始天尊    | 陆丁裕             |
| 太乙真人    | 史济华             |
| 姜子牙      | 陈茂林             |
| 金吒        | 黄甜               |
| 木吒        | 陈志超             |
| 纣王        | 程建勋             |
| 姬昌        | 周景春             |
| 苏护        | 张鸿鑫             |
| 雉鸡精      | 陈建               |
| 琵琶精      | 西德·娴玛吉        |
| 敖光        | 叶小铿             |
| 敖丙        | 曾昂               |
| 石矶娘娘    | 刘婉玲             |
| 李艮        | 刘建荣             |
| 姜皇后      | 徐玉兰             |
| 玉兔        | 胡敏               |
| 马氏        | 唐颖               |

## 主题歌
片中主题曲/插曲是由巨华影碟提供。
片头曲
《神仙哪里好》
作词/曲：木子、编曲：高扬、主唱者：曹骏
插曲
《醉酒狂歌》
作词：李白/木子、作曲：木子、编曲：陈志强、主唱者：曹骏
《娘恩》
作词：翁文彬、作/编曲：Benny Wong、主唱者：曹骏
《恨红颜》
作词/曲：木子、编曲：陈志强、主唱者：杨瀞